# Folkets tempel

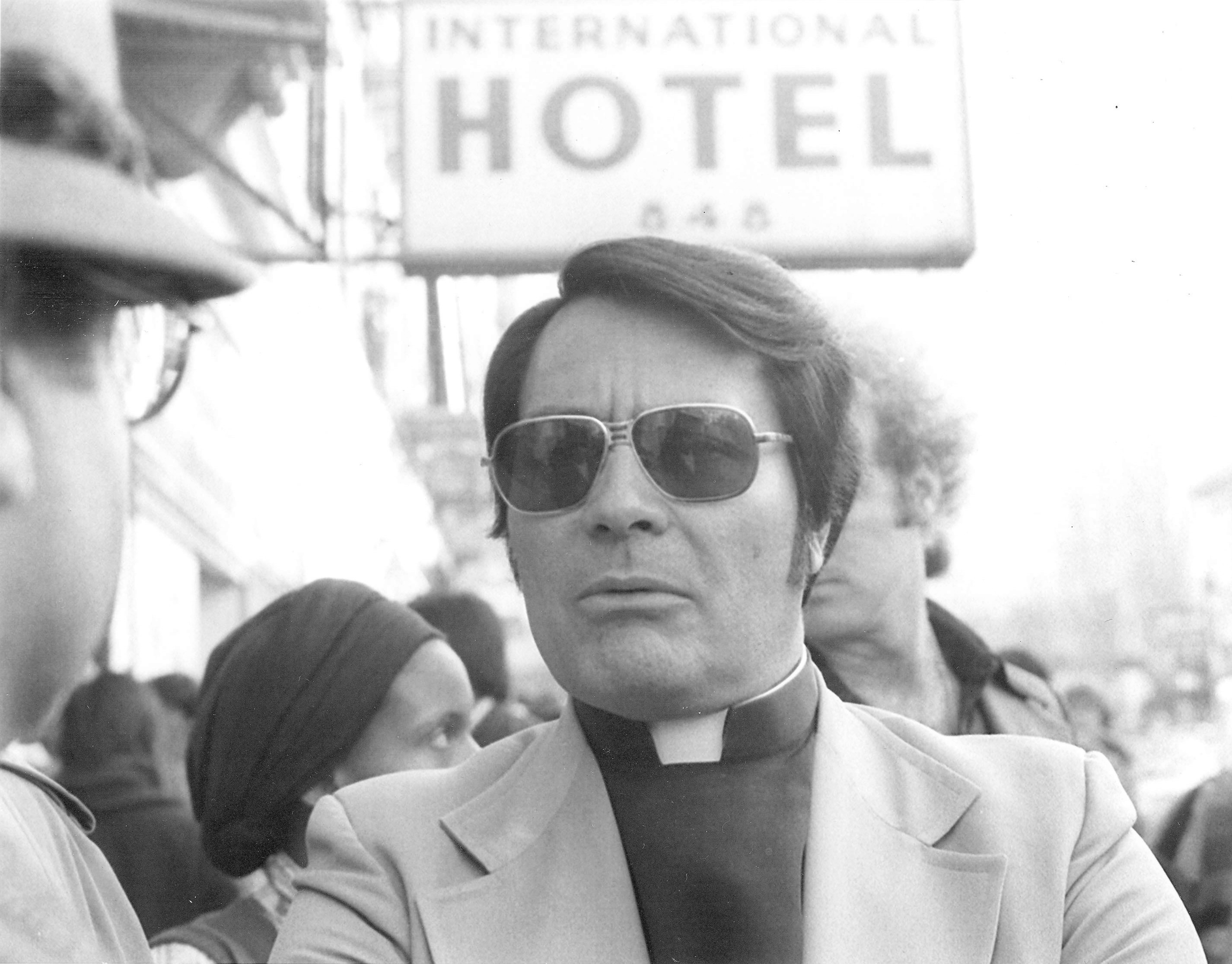
Jim Jones ledaren för Folkets Tempel.

Folkets tempel (engelska: Peoples Temple) var en nyreligiös rörelse, grundad 1955 av Jim Jones, som vid mitten av 1970-talet hade ett dussintal verksamheter i Kalifornien inklusive högkvarteret i San Francisco och över 2 000 medlemmar. Rörelsen utvecklades sedermera till vad som allmänt ses som en sekt. Folkets tempel har främst gjort sig känt för vad som kommit att kallas Jonestownmassakern vilken inträffade den 18 november 1978 då 909 människor miste livet, i organisationens egen by Jonestown i Guyana.

## Tidig historia
Jim Jones var som yngling intresserad av religion och "healing". Han blev tidigt medlem i olika frikyrkor och gifte sig innan han själv grundade sin egen rörelse. Jones grundade 1955 kyrkan "Wings of Deliverance" i Indiana. Den genomgick en rad namnbyten, bland annat till "Peoples Temple Christian Church Full Gospel". Från början var det en frikyrka bland många, med den väsentliga skillnaden att den hade både svarta och vita medlemmar, vilket var ovanligt vid den tiden i USA. Rörelsen sågs av många som socialt framåtskridande, och hade ett budskap om att socialism var Guds väg. 
I mitten av 1960-talet predikade Jones ofta om en nära förestående kärnvapenförödelse, och att de utvalda överlevande skulle skapa ett nytt Eden  på jorden. Han förutspådde att detta skulle ske den 15 juli 1967. Jones ansåg att kyrkan måste flytta till Redwood Valley i Kalifornien vilket också skedde. 1970 öppnades filialer i San Francisco och snart ökade antalet medlemmar kraftigt (från cirka 700 stycken år 1970, till 2200 stycken två år senare). Snart etablerades filialer även på andra platser i Kalifornien, mest känt i Ukiah.

## Jonestown

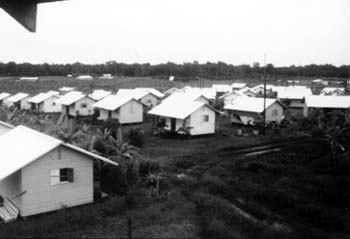
Bebyggelse i Jonestown

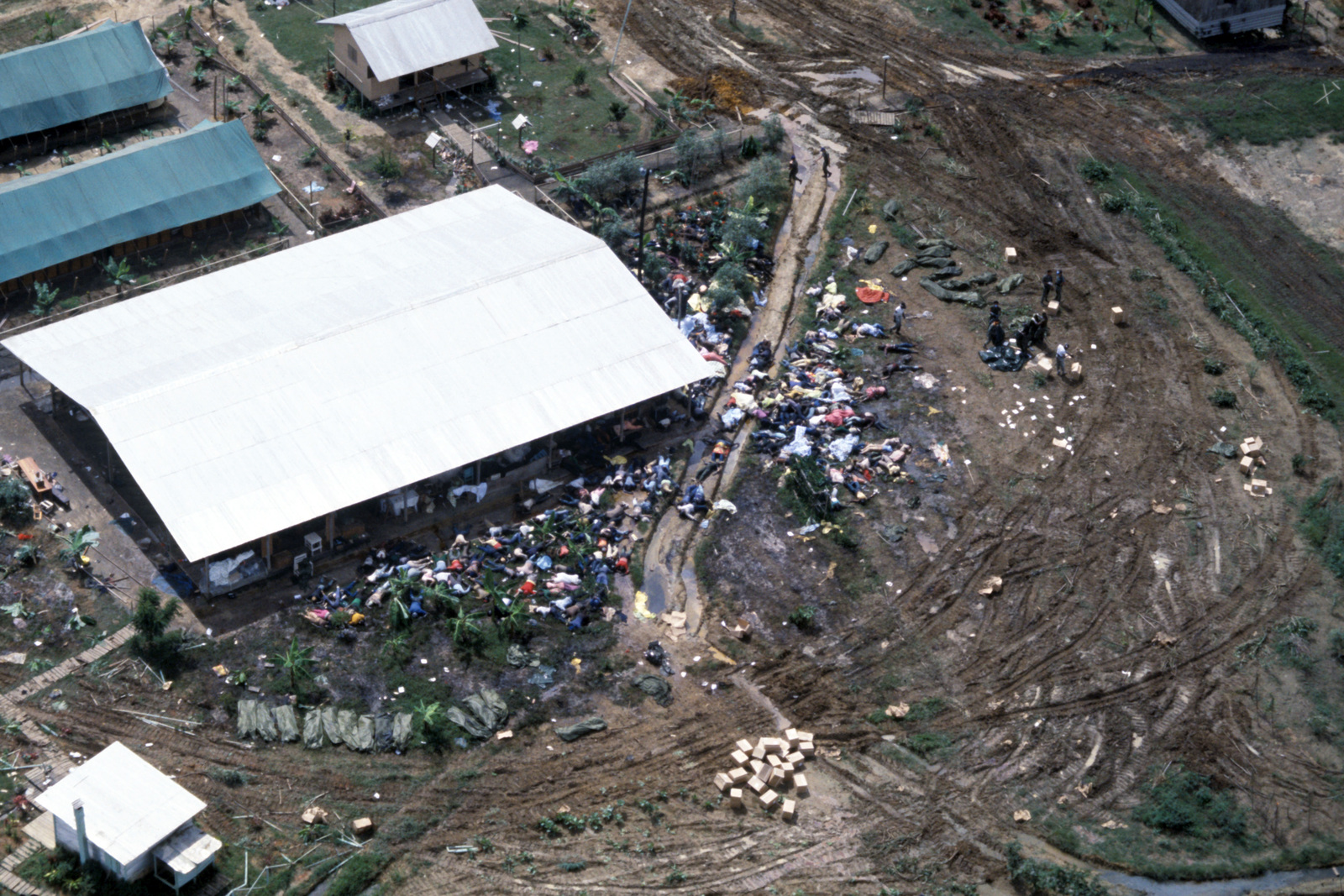
Flygbild över Jonestown.

Till en början hade Jones de amerikanska myndigheternas stöd, men allteftersom pressen mot rörelsen blev hårdare, och flera avhoppare började vittna om hjärntvätt flyttade han och större delen av församlingen till Guyana där man tidigare påbörjat bygget av bosättningen "Peoples Temple Agricultural Project" som ofta bara kallades Jonestown. Det uttalade målet var att skapa det ideala kristna socialistiska samhället. Där skulle Jones få ha sina församlingsmedlemmar i fred och kunna undvika påtryckningar från utomstående. Området var dessutom lätt att övervaka eftersom det låg långt inne i djungeln. Vägarna till och från anläggningen var ständigt bevakade av beväpnade vakter. 

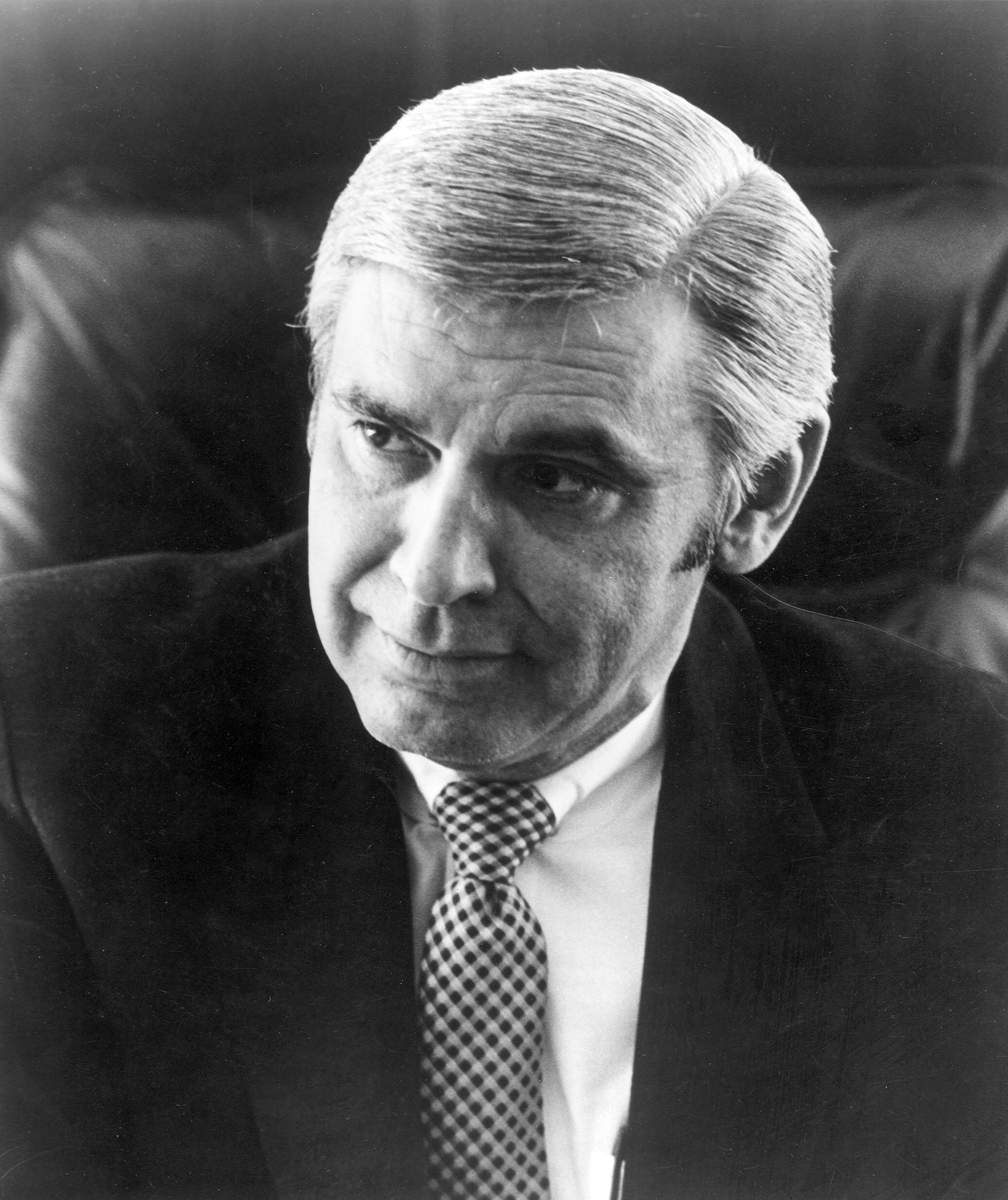
Kongressledamot Leo Ryan.

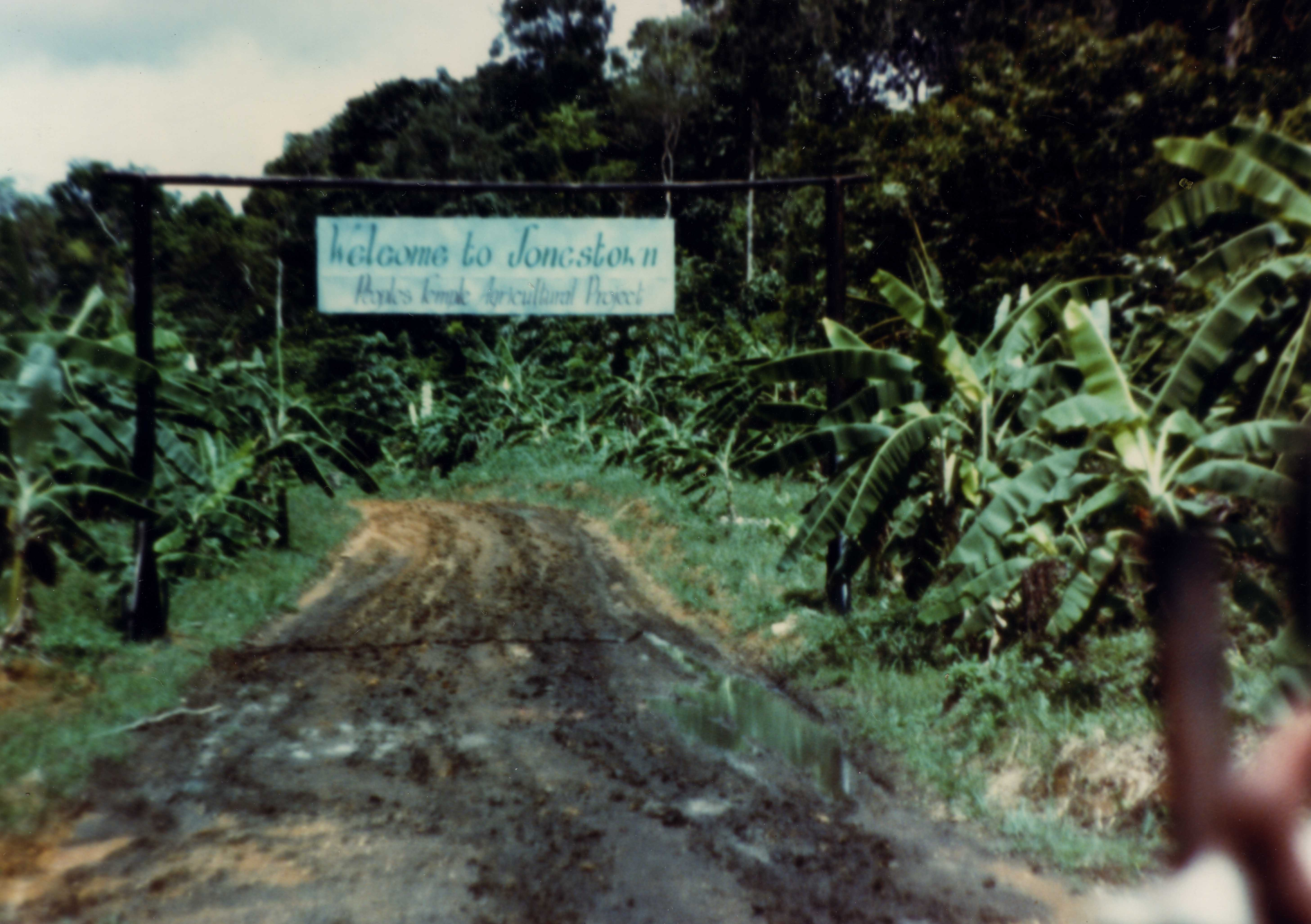
Ingången till Jonestown.

Leo Ryan, en kongressledamot, hade blivit intresserad av Folkets tempel genom en rad tidningsartiklar och efter påtryckningar från oroliga släktingar till flera av sektmedlemmarna. Han bestämde sig för att åka dit tillsammans med en grupp journalister och anhöriga för att ta reda på om de påståenden som gjorts kring att folk hölls kvar mot sin vilja verkligen stämde. Han fick besöka Jonestown under speciella premisser: Han fick enbart ta med sig ett fåtal personer in till själva Jonestown och ingen av reportrarna fick ha en förutbestämd mening om Jonestown och Peoples Temple. Ryan och hans följe anlände på morgonen den 17 november 1978. Under kvällen lyckades en av sektmedlemmarna ge Ryan en handskriven lapp i hemlighet där det stod att han och en annan medlem ur sekten ville lämna Jonestown. 
Dagen därpå hade antalet sektmedlemmar som ville lämna Jonestown ökat till 15 personer.
Två flygplan skulle komma och hämta upp dem på flygplatsen. I det första planet som skulle avgå började en man som hade lämnat Peoples Temple skjuta vilt omkring sig.[källa behövs] När Ryan och hans delegation skulle gå ombord på sitt plan anlände ett fordon med några medlemmar av Peoples Temple vilka öppnade eld mot flygplanet. Leo Ryan och tre stycken ur delegationen dog innan angriparna slutligen gav sig av.  Ryans dåvarande assistent, Jackie Speier, skadades svårt, men överlevde genom att spela död. 
Jones hade under hela sin tid som ledare pratat om hotet utifrån och speciellt ifrån USA, hot han skulle ha avstyrt själv. Han påstod att Ryan skulle tillkalla den amerikanska armén som skulle döda alla i Jonestown. Detta resulterade i att han började argumentera för att alla medlemmar skulle ta sina liv. Han beordrade fram en vindruvssmakande pulversaft, innehållande bland annat valium och cyanid som han uppmanade alla föräldrar att ge sina barn för att sedan dricka själva. Han predikade att det rörde sig om ett "revolutionärt självmord" som en protest mot USA.
Sammanlagt dog 918 personer den 18 november 1978. Fem, inklusive Leo Ryan, sköts på flygfältet Port Kaituma. Fyra dog i sektens hus i Georgetown. Övriga 909 dog i Jonestown. Hur de dog är omstritt, vissa begick kollektivt självmord genom att först ge sina barn och sedan dricka giftet själva. 
Många lär dock ha blivit tvingade att dricka, och flera ska ha blivit skjutna eller injicerade med tvång när de försökt göra motstånd. Det är därför svårt att fastslå i hur hög grad det rörde sig om kollektiva självmord och i hur hög grad det snarare rörde sig om en massaker. 
När man hittade Jones kropp var den kraftigt uppsvälld, och i huvudet fanns ett skotthål. Det är oklart om han tog sitt liv eller om han blev skjuten av någon annan. 
Fem personer som befann sig i Jonestown den 18 november överlevde. Ytterligare 80 personer ur sekten, på plats i Guyana, överlevde eftersom de befann sig på en annan ort vid tillfället. Även om antalet som bör anses ha tagit sitt liv är svårt att anslå, är händelsen ett av de största massjälvmorden i modern tid.
Hela händelsen har blivit föremål för många konspirationsteorier. Det vanligaste förekommande temat är att CIA på något sätt ska ha varit inblandade i det hela och själva ska ha varit ansvariga för tragedin i Jonestown. Ett olöst mysterium rör ett band som återfanns bland alla andra band som tempelmedlemmarna hade spelat in, men som var inspelat dagen efter massjälvmordet och som består av inspelningar av radionyhetssändningar.

## Filmer om Folkets tempel
Det har gjorts flera filmer om Folkets tempel. Redan 1979 kom filmen Guyana: Crime of the Century (även kallad Guyana: Cult of the Damned), regisserad av den mexikanske regissören René Cardona Jr, med Stuart Whitman i huvudrollen. Namnen i filmen har dock ändrats.
1980 kom Guyana Tragedy: The Story of Jim Jones, en TV-film i två delar på sammanlagt tre timmar, med Powers Boothe i huvudrollen.
2006 kom dokumentärfilmen Jonestown: The Life and Death of Peoples Temple som bland annat innehåller filmmaterial från sista dagen i Jonestown och intervjuer med överlevande.
I samband med att det den 18 november 2018 var fyrtio år sedan Jonestownmassakern ägde rum visade SVT en dokumentärserie i fyra delar: Jonestown: Självmordssekten.